# NGC 5303
NGC 5303 este o galaxie spirală situată în constelația Câinii de Vânătoare. A fost descoperită în 16 mai 1787 de către William Herschel. Se află la o distanță de 25,3 de megaparseci de Pământ.